# Tsagaankhairkhan, Zavkhan
Tsagaankhairkhan (tiếng Mông Cổ: Цагаанхайрхан) là một sum của tỉnh Zavkhan ở miền tây Mông Cổ. Vào năm 2005, dân số của sum là 1.823 người.

## Địa lý
Sum có diện tích khoảng 2.600 km2. Trung tâm sum, Shiree, nằm cách tỉnh lỵ Uliastai 44 km và thủ đô Ulaanbaatar 940 km.

### Khí hậu
Tsagaankhairkhan có khí hậu bán khô hạn. Nhiệt độ trung bình hàng năm ở khu vực này là 0 °C. Tháng ấm nhất là tháng 6, khi nhiệt độ trung bình là 20 °C và lạnh nhất là tháng 1, với -21 °C. Lượng mưa trung bình hàng năm là 197 mm. Tháng ẩm ướt nhất là tháng 7, với lượng mưa trung bình là 44 mm, và khô nhất là tháng 1, với 1 mm.

## Kinh tế
Sum có một trường học, bệnh viện và khu dịch vụ.